# Luís Monteiro
Luís Valentim Pereira Monteiro (Vila Nova de Gaia, 29 de Janeiro de 1993) é estudante e foi deputado do Bloco de Esquerda.

## Biografia
É licenciado em Arqueologia e Mestre em Museologia, pela Faculdade de Letras da Universidade do Porto. A sua tese teve como título "O Museu em Tempo de Crises. O Papel dos museus na resposta à crise dos refugiados na União Europeia do séc. XXI".
Estudou na Escola Artística Soares dos Reis, no Porto, onde foi presidente da Associação de Estudantes durante 3 mandatos, e onde teve a oportunidade de juntar o associativismo estudantil ao ativismo político. Quando ingressou na Faculdade de Letras, entrou também para a Associação de Estudantes, ocupando o lugar de vice-presidente e prosseguindo o caminho de reivindicação dos direitos dos estudantes no Ensino Superior.
Em 2011, com apenas 18 anos, concorreu pela primeira vez nas listas do BE para o Distrito do Porto.
Nas eleições legislativas de 2015, foi eleito deputado pelo círculo do Porto, tornando-se no deputado mais jovem da legislatura.

## Atividade na Assembleia da República
Luís Monteiro foi eleito deputado na XIII Legislatura e na XIV Legislatura. 
O museólogo integrou duas Comissões Parlamentares:
- Comissão de Educação, Ciência, Juventude e Desporto;
- Grupo de Trabalho - Parlamento dos Jovens.